# Була Оксана Ростиславівна
Оксана Була (нар. 16 червня 1989, Львів) — українська художниця-ілюстраторка, письменниця, авторка брендів Tukoni та OOMISEH glass jewelry.

## Життєпис
Народилася у Львові.
Закінчила Львівську національну академію мистецтв.
В Академії навчалась на кафедрі художнього скла. Експериментальна технологія багаторівневих скляних картин, яку для себе відкрила і досліджувала Оксана, була відзначена кафедрою, і у 2011 р. студентка представляла ЛНАМ на кераміко-скляному симпозіумі у Чехії.
Підсумком творчих пошуків на межі скла і ілюстрації стала персональна виставка «Незнайомці» у грудні 2011 року. На відкритті виставки відвідувачі стали свідками анімаційно-світлового перформансу. До числа робіт увійшло більше двадцяти скляних багаторівневих картин.
Наступна персональна виставка «Місяць Винограду» у 2014 р. продемонструвала серію акварельних робіт про туконі — персонажів історій Оксани.
Восени 2016 р. у Видавництві Старого Лева вийшла «Зубр шукає гніздо», а через кілька місяців, у грудні, — «Ведмідь не хоче спати». Обидві книжки були задумані як одна історія з різних точок зору. Виразним доповненням до виходу книжок стали анімаційні буктрейлери — спеціально створені аніматором Євгеном Гетманцем ролики, де також звучала написана ним музика.
До кінця 2016 року «Зубр шукає гніздо» зібрав низку відзнак, а портал Барабука назвав Оксану Булу ілюстраторкою року. "Культурна ініціатива «БУКМОЛЬ» означила «Зубр шукає гніздо» як першу справжню українську книжку-картинку, включивши її у список «Книжкові відкриття року 2016».

## Творчість

### Ілюстрації
- 2015 — «Мій тато став зіркою» Галини Кирпи (Львів: Видавництво Старого Лева)
- 2016 — «Середина світу» Андреаса Штайнгьофеля (Львів: Видавництво Старого Лева)
- 2016 — «Хто росте у парку» Катерини Міхаліциної (Львів: Видавництво Старого Лева)
- 2016 — «Гойдалка під кленом» Галини Ткачук (Київ: Братське)
- 2017 — «Хто росте в саду» Катерини Міхаліциної (Львів: Видавництво Старого Лева)
- 2017 — «З води у воду» Оксани Лущевської (Львів: Видавництво Старого Лева)
- 2017 — «Літня книжка» Туве Янссон (обкладинка) (Львів: Видавництво Старого Лева)
- 2018 — «Sunfish&Moonlight» Lisa Aarden (Sofia, Bulgaria: Dixi books)
- 2018 — «Це зробила вона. Софія Яблонська» (Київ: Видавництво)
- 2018 — «Руки розбійника» Фінн-Олє Гайнріх (обкладинка) (Львів: Видавництво Старого Лева)
- Інші проєкти:
- 2017 — серія ілюстрацій для кампанії «Donating e-card» природоохоронного фонду David Suzuki Foundation[en]

### Художні твори
Авторські книжки-картинки:
- 2016 — «Зубр шукає гніздо» (Львів: Видавництво Старого Лева)
- 2016 — «Ведмідь не хоче спати» (Львів: Видавництво Старого Лева)
- 2018 — «Туконі — мешканець лісу» (Львів: Видавництво Старого Лева)
- 2018 — «День народження ялинки» (Львів: Видавництво Старого Лева)
- 2022 — «Вересова міль» (Львів: Видавництво Старого Лева)

### Виставки
- 2012 року (5 квітня — 1 червня) брала участь у Виставці дипломних робіт випускниць Львівської національної академії мистецтв (Виставка «Скло», Львів, Музей скла).
- 2014 - «Місяць винограду», персональна виставка (4—11 вересня, Львів, Галерея мистецтв «Primus»).
- 2014 - «Місяць очерету», персональна виставка (листопад, музей «Жовківський замок»)
- Виставка Оксани Були «Мешканці лісу» 2015 року (21 травня — 4 червня, Львів, Галерея просто неба «Щось Цікаве»). В експозиції було представлено 20 акварельних робіт та 10 друкованих ілюстрацій.
- BIBF Ananas Illustration Exhibition (22-26 August, 2018, Beijing, China)
- A kuku! (August, 2019, Lublin)

## Нагороди
- 2016 — книжка «Хто росте у парку» Катерини Міхаліциної, яку проілюструвала Оксана Була, увійшла до щорічного каталогу книжкових рекомендацій у галузі міжнародної дитячої та юнацької літератури «Білі круки 2016» («The White Ravens 2016»)[4].
- 2016 — «Ілюстратор року» за версією порталу «БараБука» за книжку «Зубр шукає гніздо»[5].
- 2016 — авторська книжка-картинка Оксани Були «Зубр шукає гніздо» стала переможцем у номінації «Поезія і проза для дітей» літературної премії «ЛітАкцент року–2016»[6].
- 2016 — «Зубр шукає гніздо» визнано найкращою українською книжкою-картинкою за версією «Рейтинг критика–2016»[7].
- 2017 — «Зубр шукає гніздо» книжка Форуму Видавців у номінації «Література для дітей віком від 0 до 9»[8]
- 2018 — книжка «Туконі — мешканець лісу» названа однією із 15 найкрасивіших книжок року [9]
- 2019 -   «Туконі — мешканець лісу» у міжнародному списку «The White ravens»[10]
- 2019 — «День народження ялинки» у короткому списку «Топ Барабуки-2019»[11]

## Переклади
- «Зубр шукає гніздо» — чеською мовою «Zubr si hledá hnízdo. Архів оригіналу за 25 липня 2018.» (Brno: Host, 2017)
- «Ведмідь не хоче спати» — чеською «Medvěd nechce jít spát» (Brno: Host, 2018)
- «Зубр шукає гніздо» — в'єтнамською «Bò Rừng Tìm Chỗ Ngủ» (Vietnam: First news, 2018)
- «Ведмідь не хоче спати» — в'єтнамською «Gấu Nâu Trốn Ngủ» (Vietnam: First news, 2018)
- «Зубр шукає гніздо» — грецькою «O βίσονας ψάχνει για φωλιά» (Greece: Κόκκινη Αλεπού. Архів оригіналу за 24 липня 2018., 2018)
- «Ведмідь не хоче спати» — грецькою «Η αρκούδα δεν θέλει να κοιμηθεί» (Greece: Κόκκινη Αλεπού. Архів оригіналу за 24 липня 2018., 2018)
- «Ведмідь не хоче спати» — корейською (Arte Publishing House, 2018)
- «Зубр шукає гніздо» — корейською (Arte Publishing House, 2018)
- «Туконі — мешканець лісу» — чеською (Brno: Host, 2019)
- «День народження ялинки» - чеською “Jedlička se narodila” (Brno: Host, 2019)
- «Ведмідь не хоче спати» — італийською «Orso non vuole dormire» (Italy: Jack Book, 2019)
- Іншомовні видання ілюстрованих книжок:
- «Хто росте у парку» Катерини Міхаліциної — в'єтнамською «Mầm Cây Tìm Cội» (Vietnam: First news, 2018)
- «Хто росте у парку» Катерини Міхаліциної — словацькою «Kto rastie v parku» (Edícia Stonožka. Архів оригіналу за 9 серпня 2018., 2018)
- «Хто росте у парку» Катерини Міхаліциної — білоруською «Хто расце ў парку» (Выдавецтва «Кнігазбор». {{cite web}}: Пропущений або порожній |url= (довідка)2019)
- «Хто росте у парку» Катерини Міхаліциної — корейською (Lime, 2019)
- «Хто росте в саду» Катерини Міхаліциної — в'єтнамською «Họa Mi Tìm Tổ» (Vietnam: First news, 2018)
- «Хто росте в саду» Катерини Міхаліциної — словацькою «Kto rastie v sade» (Edícia Stonožka. Архів оригіналу за 9 серпня 2018., 2018
- «Хто росте в саду» Катерини Міхаліциної  — білоруською «Хто расце ў садзе» (Кнігазбор. {{cite web}}: Пропущений або порожній |url= (довідка)2019)